# Boeing 747

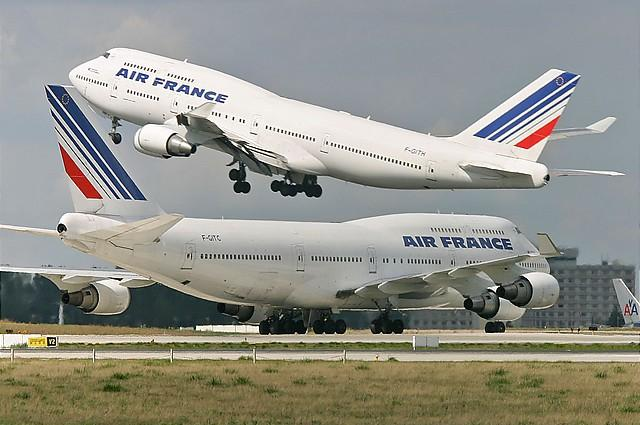
Két B 747–400 az Air France színeiben

A Boeing 747-es, becenevén a „Jumbo Jet”, egyes vélemények szerint a legismertebb repülőgép a világon, az első szolgálatba állított szélestörzsű utasszállító repülőgéptípus. Fejlesztését az a Boeing Commercial Airplanes kezdte meg, amelyik az 1960-as évek – szintén – legnagyobb utasszállító repülőgépét, a Boeing 707-et tervezte. Az új típus elődjénél két és félszer nagyobb lett. 1970-ben állt szolgálatba a Pan American és a TWA színeiben, 37 évig tartotta többek között az egy járaton ülő legnagyobb utaslétszám rekordját, amelyet az Airbus A380-asa döntött meg 2007-ben.
A típus négyhajtóműves, kétszintes felépítésű, utas-, teherszállító és egyéb altípusai készültek. Az utolsónak szolgálatba állított 747–8 altípus meglehetősen magas szubszonikus sebességre is képes (Mach 0,9), három utasosztályon 467 főt, két utasosztállyal 605 főt képes akár 14 320 km-es interkontinentális távolságra elszállítani.
A típus kiváló siklószámmal rendelkezik és meglehetősen biztonságosnak mondható. Szolgálatba állítása óta 49 db gép zuhant le, robbantották fel vagy szenvedett egyéb módon olyan „A osztályú” repülőeseményt, amelyben a törzs is jelentősen megrongálódott. Ebből 21 esetben nem veszett oda emberélet, hat esetben tíz főnél kevesebb vesztette életét és 3 gép semmisült meg robbantás, vagy lelövés következtében a levegőben. 2007 decemberéig 1399 db-ot adtak át a megrendelőknek, ezek 122 féle variációban készültek el.
Mivel a Jumbo-sikertörténet felett meglehetősen eljárt az idő, a Boeing jelentősen áttervezte a 747–400-at. Az új 747–8 változatot 2011-ben állították forgalomba, mely jelentős előrelépés volt a 747–400-hoz képest. Az utolsó 747-est 2023-ban állították szolgálatba.

## Története
A kereskedelmi repülés kezdetén az álmodozásé volt a főszerep, ennek az álmodozó korszaknak az egyik utolsó szülötte volt a Boeing 747 Jumbo Jet. 1965-ben a Pan American akkori főnöke, Juan Trippe és Bill Allen kockázatos vállalkozásba fogott. Terveik szerint néhány éven belül kifejlesztettek egy új típust amely minden addigi repülőgépnél hatalmasabb, kétszer akkora befogadó képességű volt. A Boeing egy régebbi, elvetett teherszállítógép tervét használta fel kiindulópontnak. A cég Seattle-től északra egy új gyárat épített a Jumbo számára. Az új gyár a világ minden addigi építményénél nagyobb volt. A kapacitáshiány miatt a gyártás több részletét is alvállalkozókra kellett bízni. 1968-ban elkészült az első prototípus, amely az első repülést 1969 februárjában hajtotta végre.
A repülőgép eleinte túl nehéznek és lomhának bizonyult. A súly csökkentésével és erősebb hajtóművekkel orvosolták a problémát, a gép rövidesen világszerte sikeres lett.
2023. február 1-én a Boeing everetti gyárának repülőteréről szállt fel az utolsóként gyártott Jumbo Jet, egy 747-8F, amely az Atlas Air légitársaság teherszállítójaként állt szolgálatba.

## Szerkezeti felépítése

### Szárny
A Boeing 747-es repülőgép szárnya olyan erős, hogy elbírja a gép 363 tonnás tömegét, illetve képes felemelni a levegőbe. A gép szárnyán található a 4 sugárhajtású motor. A szárnyakban találhatók az üzemanyag tartályok, a felszálláskor alkalmazott lapátok, a csűrőlapátok, a szpoilerek vagyis a fékező szárny, amely segít a leszállásban. A szárnyak végén találhatók a wingletek, amelyek enyhítik a turbulenciát vagyis az örvényeket.

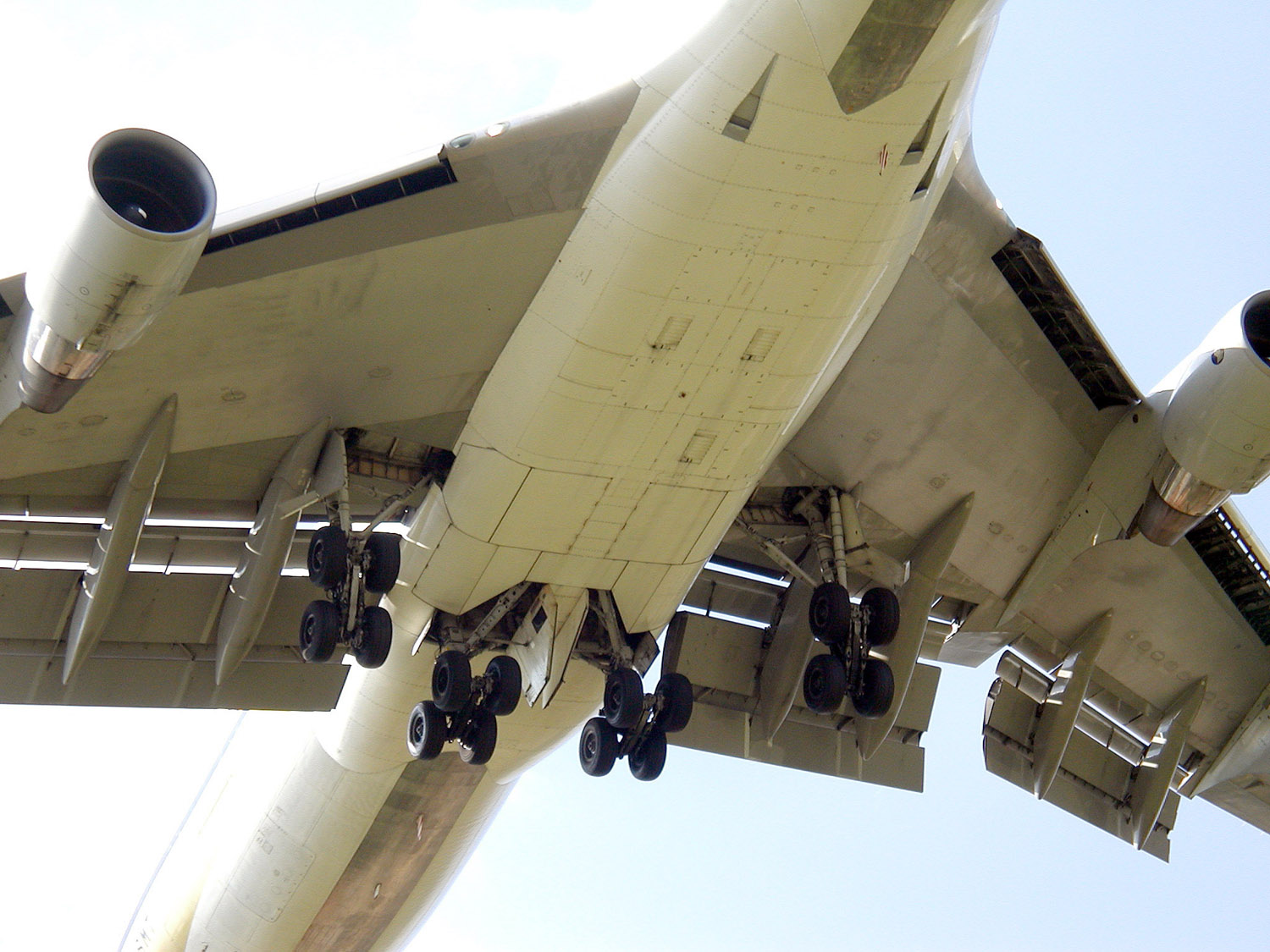
Jól láthatóak a tandem elrendezésű főfutók és a nagyméretű, réselt fékszárnyak

### Futómű
A Boeing 747-es hatalmas méretű futóművei különlegesen működnek. A futómű úgy viselkedik, mint egy dugattyú. Felső részében semleges gáz van, alsó részében pedig olaj, amit olyan fal választ el, amin van egy lyuk. Leérkezéskor az olaj átpréseli a gázt ezen a kis lyukon. Ezután a gáz kitágul, az olajat visszapréseli a helyére. Ezután a futómű újra landolásra kész pozícióba kerül.

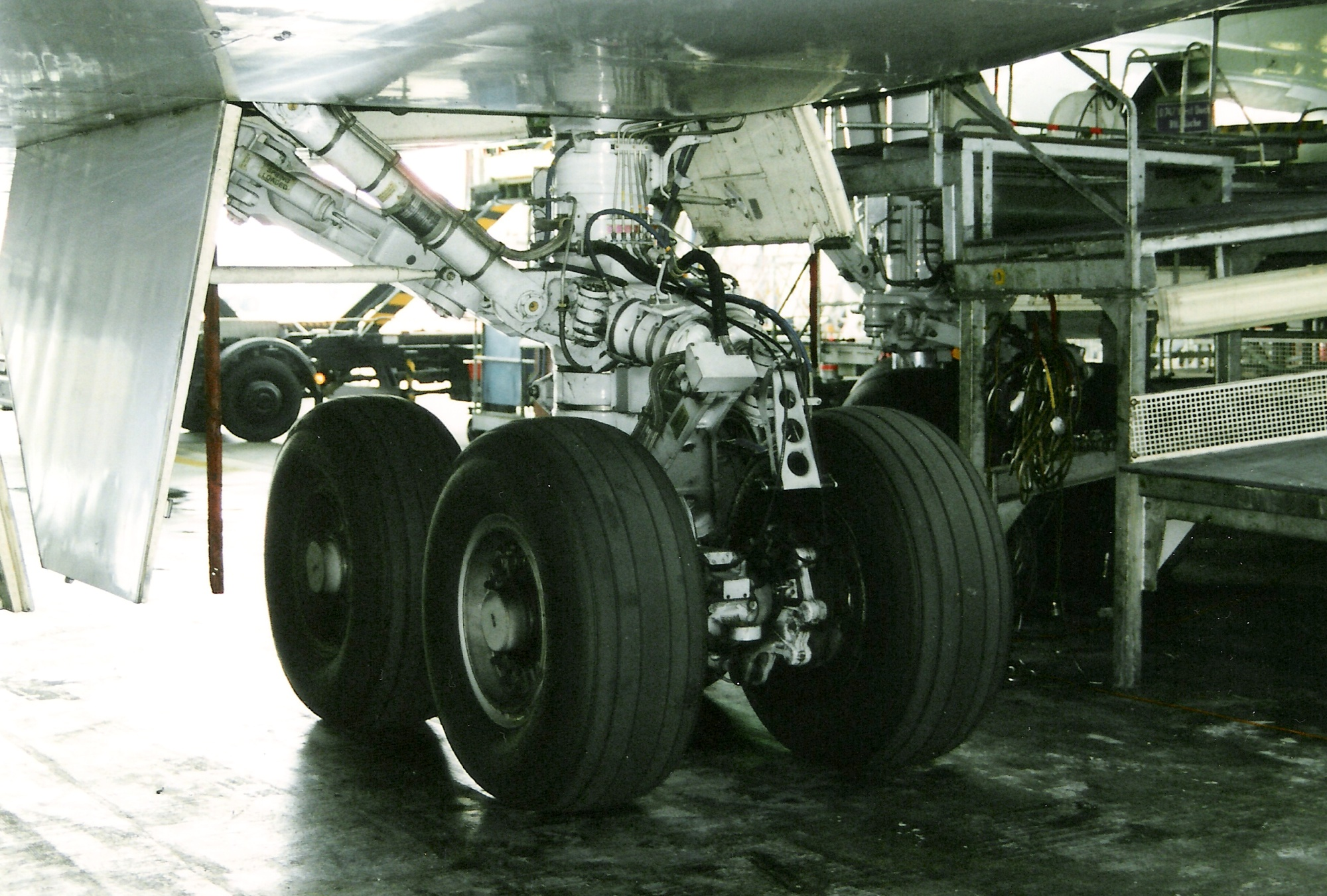
Egy jobb Jumbo-főfutó

## Típusváltozatok

### 747–100
A 747–100-as a világ első Jumbo Jet-je volt, amely 1970-ben állt szolgálatba. Eleinte a légitársaságok csak Pratt & Whitney hajtóművekkel vásárolhatták meg, de 1975-től már General Electric és Rolls-Royce gázturbinákkal is megrendelhették. A Boeing összesen 250 747–100-ast készített el, az utolsót 1986-ban. 3 fajtája volt : az alap 747–100-as, a megnövelt utasterű 747–100B, és a 747–100SP, amely a -100-as osztályból a legnagyobb teljesítményű volt, erre utal a névben szereplő SP (special performance), amely a különleges teljesítmény rövidítése. A 747–100 SP-t magasabban és gyorsabban való repülésre tervezték.

### 747SP
A -100-as gépből kialakított "Special Performance" (különleges teljesítményű) változat. Az alapmodellt lerövidítették, ezáltal a gép kevesebb üzemanyagot fogyaszt és maximális sebessége is nőtt, ajtajai kisebbek lettek, fékszárnyai egyszerűbb felépítésűek, valamint a függőleges vezérsík is magasabban helyezkedik el. 230 főt szállíthat 3 osztályos elrendezésben, 331-et 2 osztályosban és 440-et egy osztályon. A típus kifejlesztésének kérelme a Pan Am légitársaságtól származott: olyan repülőgépet szerettek volna, amely a világ leghosszabb non-stop útját, a Tokió-New York utat is leszállás nélkül, maximális terheléssel megteheti. Később az Iran Air is csatlakozott a Pan Am kérelméhez, ők a tervezett Teherán-New York útvonalon kívánták bevezetni a gépet. A típus kifejlesztése mellett szólt, hogy a Boeingnak akkoriban nem volt közepes méretű, széles törzsű repülőgépe. Az első gépet a Pan Am állította szolgálatba 1976-ban. Ma kereskedelmi forgalomban már csak az Iran Airnál és a Saudi Arabian Airlinesnál áll. Előbbi 3, utóbbi 1 ilyen gépet üzemeltet.

### 747–200
A Boeing 747-200 egy négyhajtóműves, nagy hatótávolságú repülőgép, mely 480 főt szállíthat (kiviteltől függően), az amerikai Boeing Commercial Airplanes által gyártott részleges kettős fedélzeti konfigurációban.
Utasok:            366/452, max. 480
Hajtóművek:       4 Turbofan hajtómű
Teljesítmény:      216,4 kN	48650 lbf
Utazósebesség:            969 km / h

### 747–400

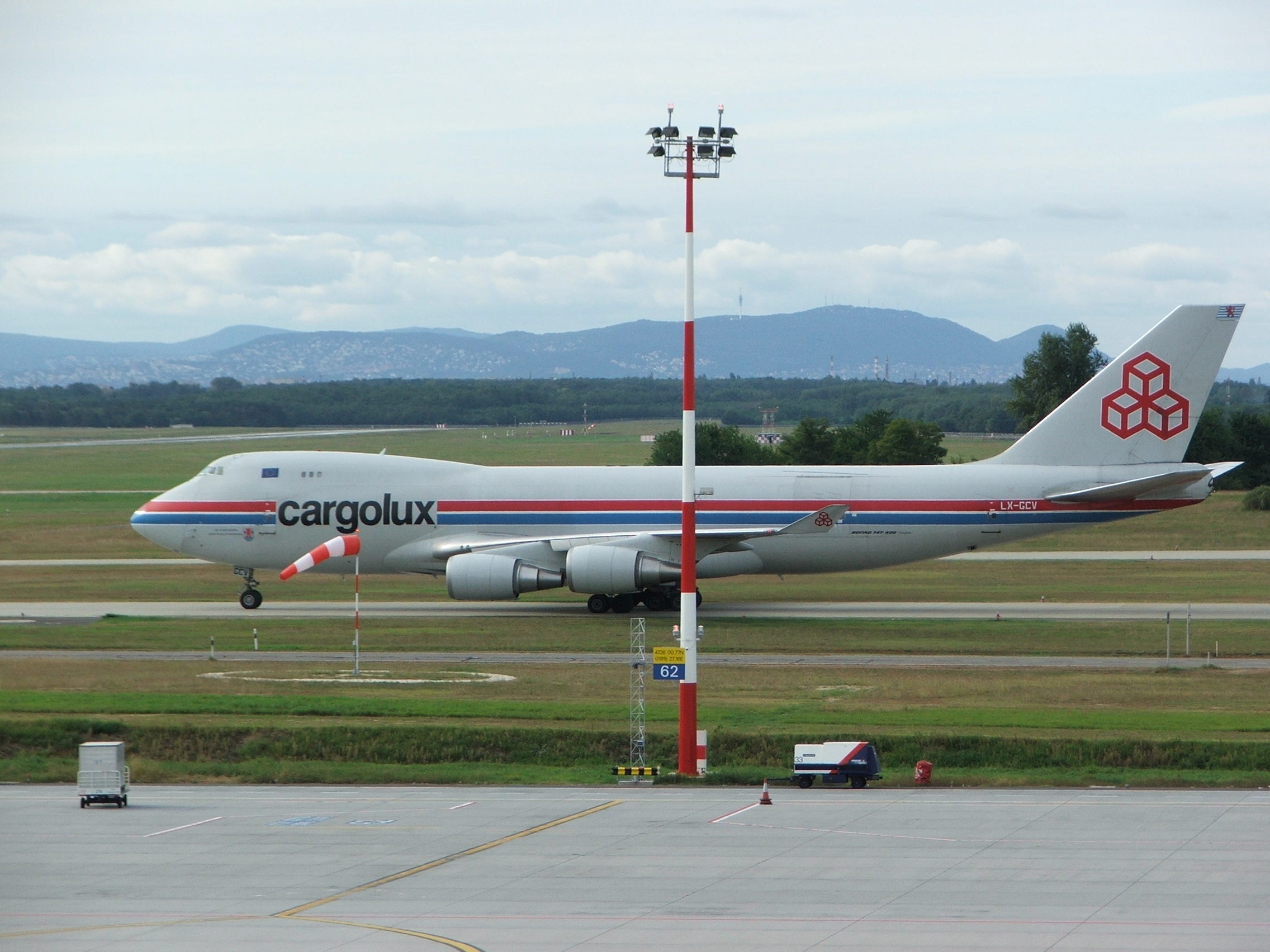
A Cargolux légitársaság Boeing 747–400ERF teherszállító gépe Ferihegyen

A 747–400 a legkiforrottabb altípusa a Jumbo-nak. Ez áll a legrégebb óta gyártásban és ebből adtak el a legtöbbet is. Megnövelték a hatótávolságot és áttervezték a szárny szerkezetét, hogy az újonnan kifejlesztett wingletek felszerelésével egyenletesebben osszák el rajta a felületi terhelést. Új pilótafülkét kapott és a legénység 3 főről kettőre, valamint a pilótafülkében levő 971 db gomb és kapcsoló száma 365 db-ra csökkent a fejlettebb avionikai berendezéseknek köszönhetően. Újabb üzemanyagtartályt építettek be a farokba, új hajtóművekkel szerelték fel az altípust. A 747–400-nak utas- (400), teherszállító (400F), kombinált (400C), belföldi (400D), növelt hatótávolságú utas- (400ER) és növelt hatótávolságú teherszállító (400ERF) változatai készülnek.
Az utasszállító változatot 1989 februárjában állította először szolgálatba a Northwest Airlines a Minneapolis–Phoenix útvonalon. A kombinált változatot a KLM 1989 szeptemberében, a teherszállítót a Cargolux 1993 novemberében. A 747–400ERF 2002 októberében állt szolgálatba, a 747–400ER pedig novemberben a Qantas-nál, az egyetlen légitársaság, amelyik ezt az alváltozatot szolgálatba állította.
Az utolsó 747–400-as utasszállító változat 2005 áprilisában szállították le. A Boeing 2007 márciusában jelentette be, hogy nincs több megrendelése erre a változatra, a továbbiakban 36 db F és ERF változatot gyártanak. 2007 októberében átadták a 670. 747–400-at. A legnagyobb számban üzemeltetők a Singapore Airlines, a Japan Airlines és a British Airways.

### 747 LCF

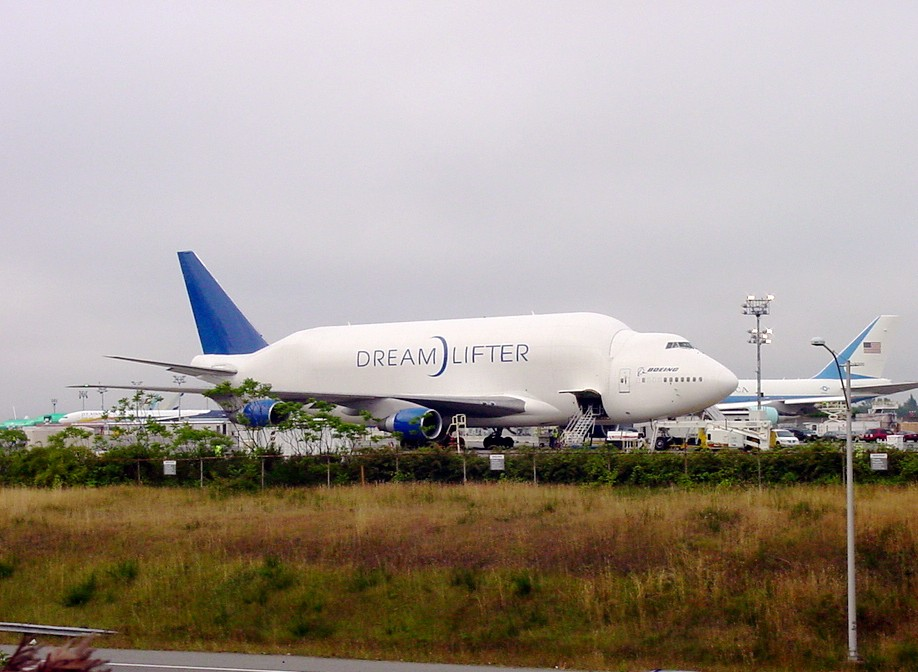
A második Dreamlifter (N780BA) a Paine repülőtéren 2007. július 26-án. A gép orra mögötti háttérben a VC–25A elnöki különgép látható

A 747–400 Large Cargo Freighter (magyarul Nagy Teherszállító, másik nevén Dreamlifter) egy a Boeing által módosított 747–400 sorozat, amelyek a Boeing 787 Dreamliner összeszerelt törzsszekcióit és egyéb részegységeit hivatottak átszállítani a japán Nagojából, az olaszországi Grottaglieből, a kanadai Wichitából, és a dél-karolinai Charlestonból a washington állambeli Everettben található végszerelő csarnokba. A tajvani Evergreen Aviation Technologies Corporation (EGAT) végzi az átépítést a Boeing tervei alapján, a gépeket 2005 decemberében választották ki. Az altípus raktere 1840,59 m³ (65 000 köbláb) térfogatú, ami közel háromszorosa a szabvány 747–400F-ének. Összesen négy darabra van megrendelés és egy darabra opció, mindegyik építését az EGAT végzi. Az FAA típusalkalmassági tanúsítványát 2007. június 2-án kapta meg az altípus.
– Az első gép hivatalos „roll out”-ja („kigurítása”) 2006. augusztus 28-án volt, 2006. szeptember 9-én szállt fel először, majd szeptember 16-án repült át Seattle-be 13 óra 17 perces repüléssel (Joe MacDonald kapitány, Boeing főpilóta vezetésével). Eredetileg a Air China állományában repült 747–4J6-ként (gy.sorozatszáma 25879/904, amerikai lajstromjele N747BC). Az első Dreamliner-törzsszekciót 2007. január 15-én szállította le Seattle-be.
– A második (LCF2, gy.sorozatszáma 24310/778, amerikai lajstromjele N780BA) 2007. február 16-án szállt fel először, eredeti típusjele 747–409, a China Airlines állományában volt.
Mindkét gép 2007 tavaszán állt szolgálatba, nagyban segítve az első Dreamliner összeszerelését.
– A harmadikat (LCF3, gy. sorozatszáma 24309, amerikai lajstromjele N249BA) szintén a China Airlines-től vásárolták meg.
– A negyedik (LCF4, gy. sorozatszáma 27042, amerikai lajstromjele N718BA) a Malaysia Airlines tulajdonában volt. Még építés alatt áll.

### 747–8
Hossz: 76,25 m 

Fesztáv: 68,4 m 

Tömeg: 447 696 kg 

Utazósebesség: 930 km/h (Mach 0,85) 

Utasok: általában 409 fő 3 utasosztályon elhelyezve, maximum 660 fő befogadására képes. 

Hajtómű: 4 db, egyenként 330 kN tolóerejű General Electric GEnx-2B67 turbóventilátoros gázturbinás sugárhajtómű 

Személyzet: 4+15 fő

### Kormányzati, kutatási és katonai altípusok

#### VC–25
A VC–25A az amerikai légierő által üzemeltetett Boeing 747-200B utasszállító repülőgép átalakított változata. A géptípust magas rangú tisztviselők szállításához használják. Amikor az amerikai elnök tartózkodik a gép fedélzetén, akkor a gép hívójele Air Force One. A légierő jelenleg két VC–25A-t üzemeltet, 28000 és 29000 lajstromszámmal. Bár a gép hívójele csak akkor Air Force One, amikor az elnök is a fedélzeten van, általában ezt a megnevezést használják a VC–25A gépekre. A két repülőgépet a 89. légiszállítási ezred üzemelteti a marylandi Andrews légitámaszpontról.

#### 747 SCA

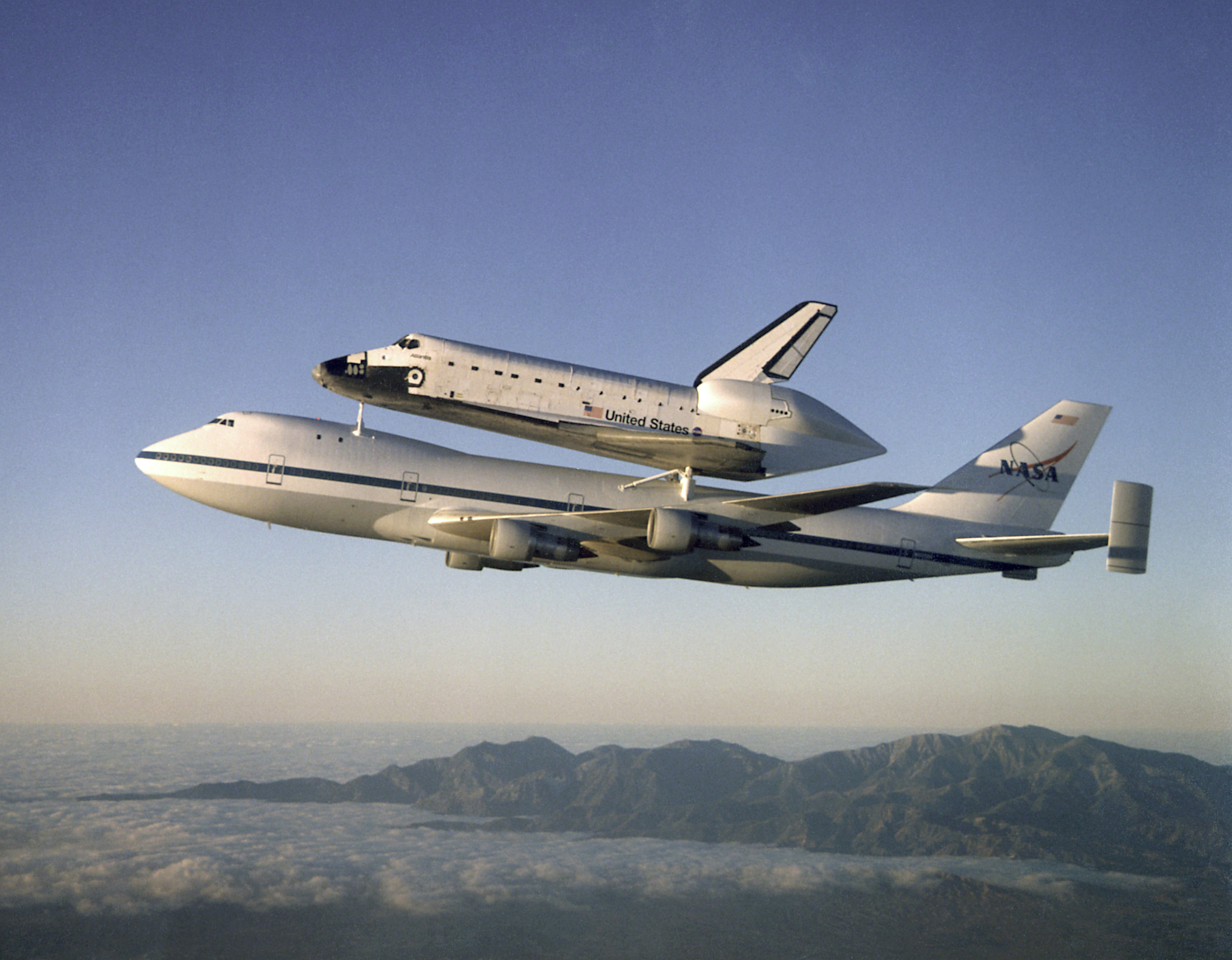
Az első SCA fedélzetén az Atlantis űrrepülőgép

Két 747-est módosítottak a Space Shuttle űrsikló légi szállításához és légköri teszteléséhez, mindkettő neve Shuttle Carrier Aircraft. Az egyik a N905NA lajstromjelű 747–100, amelyet az American Airlinestól vettek meg 1974-ben. Áramlástani tesztjeit a NASA Dryden Repüléskutató Központjában végezték 1976-ban. A Challenger-katasztrófát követően készítették elő a második gépet, amely 1990-ben kapta meg az FAA-tól a típusalkalmasságit, N911NA lajstrommal és állt szolgálatba a NASA-nál. A 747–100SR a Japan Airlines tulajdonában volt 1988-ig. Az első siklószállítás 1991-ben történt, mikor az új Endeavour űrrepülőgépet emelte át a kaliforniai palmdale-beli gyárból a floridai Cape Canaveralbe. A két gép, noha azonos feladatkörre lett átépítve, nem volt egyforma. Mindkét gépet leállították, az első (N905NA) az arizonai Pinal Airparkba, a második (N911NA) pedig a Drydenbe került.

#### SOFIA

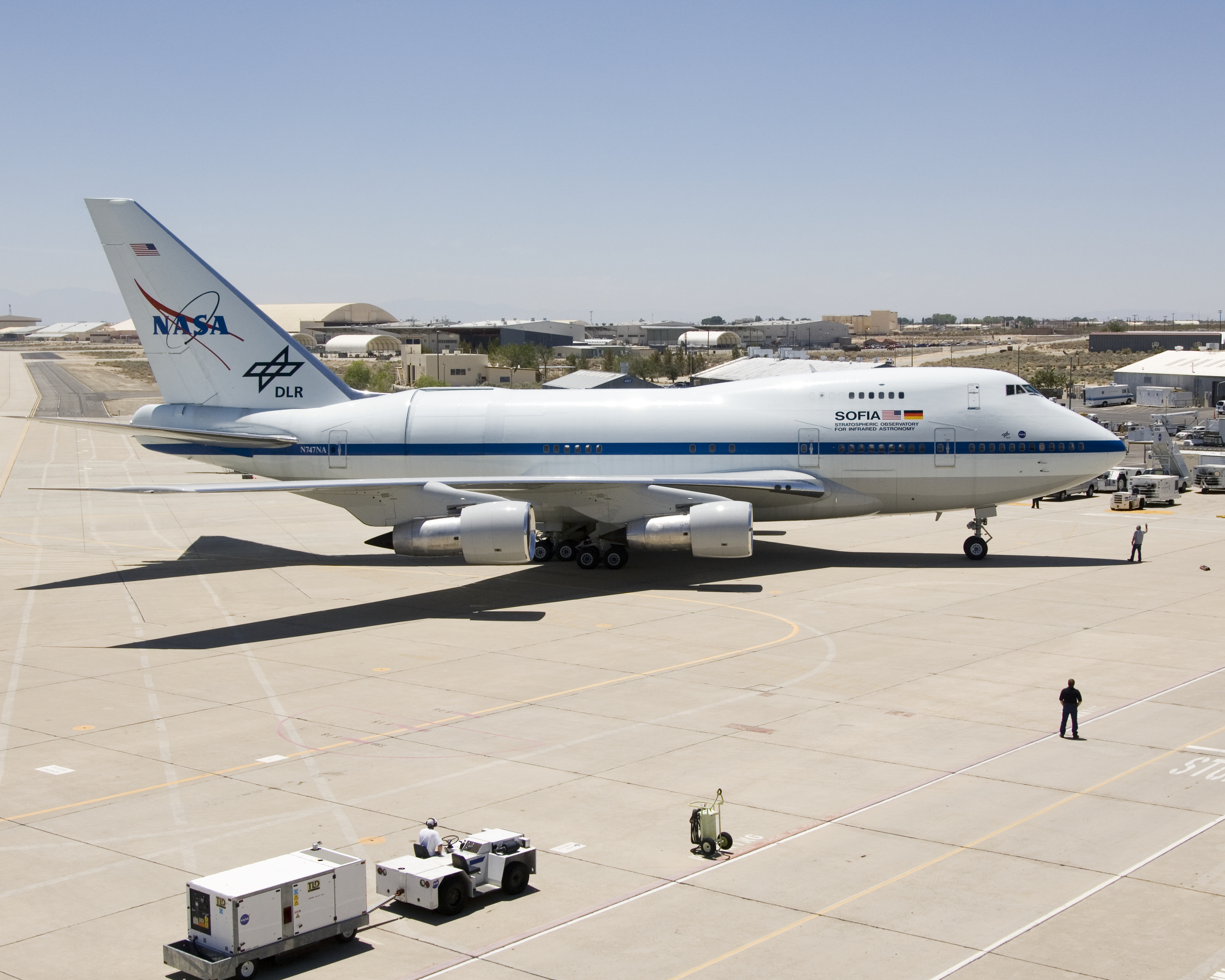
SOFIA az Edwarsd-on 2007 május végén. Jól láthatóak a függőleges vezérsík előtti obszervatórium-ajtók

A SOFIA (Stratospheric Observatory for Infrared Astronomy) a NASA és a német Deutsches Zentrum für Luft- und Raumfahrt e.V., (DLR) közös kutatási programja. A program során egy átépített 747SP-be (lajstromjele N747NA) egy 2,5 m átmérőjű tükrös távcsövet építettek, hogy azt ~13 000 m-es szolgálati magasságban üzemeltessék, a sztratoszférában, infravörös tartományú csillagászati és asztrofizikai kutatásokra felhasználva. A kutatás résztvevőit (a NASA-t és a DSI (Deutsches SOFIA Institut)-t) 1996-ban kitüntette az Universities Space Research Association (USRA). A gép a Dryden-ben települ.

#### Evergreen Supertanker
Az Evergreen Aviation az egyetlen tűzoltással foglalkozó cég, ahol Boeing 747-est üzemeltetnek. Azért fejlesztették ki a Boeing 747 Supertankert-t hogy gyorsabban, gazdaságosabban és környezetbarátabb módon vehessék fel a harcot a nagy kiterjedésű tüzekkel szemben. A tartályaiba 90 000 liter oltóanyag fér, fejlett szórórendszerrel van ellátva, a mai biztonsági előírásoknak megfelelően. A vállalat jól képzett pilótái 130-250 méteres magasságban, kb. 260 km/órás sebességgel manővereznek a tűz fölött. Kihasználva a típus jól szerkesztett szárnyát, képesek az itt uralkodó turbulens légrétegben is stabilan repülni.

## Technikai adatok
| Model                      | 747–100                                                       | 747–200B                                                      | 747–300                                                       | 747–400ER                                                               | 747–8                      |
| -------------------------- | ------------------------------------------------------------- | ------------------------------------------------------------- | ------------------------------------------------------------- | ----------------------------------------------------------------------- | -------------------------- |
| Legénység                  | 3 fő pilóta +utaskísérők                                      | 3 fő pilóta +utaskísérők                                      | 3 fő pilóta +utaskísérők                                      | 2 fő pilóta + utaskísérők                                               | 2 fő pilóta + utaskísérők  |
| Befogadóképesség           | 366 (32F 74J 260Y)                                            | 366 (32F 74J 260Y)                                            | 400 (34F 76J 290Y)                                            | 416 (23F 78J 315Y)                                                      | 467 (24F 87J 356Y)         |
| Maximális befogadóképesség | 550                                                           | 550                                                           | 660                                                           | 660                                                                     | 605                        |
| Hossz                      | 70,66 m                                                       | 70,66 m                                                       | 70,66 m                                                       | 70,66 m                                                                 | 76,25 m                    |
| Kabin szélesség            | 608 cm                                                        | 608 cm                                                        | 608 cm                                                        | 608 cm                                                                  | 608 cm                     |
| Szárnyfesztáv              | 59,6 m                                                        | 59,6 m                                                        | 59,6 m                                                        | 64,4 m                                                                  | 68,4 m                     |
| Szárnyterület              | 511 m²                                                        | 511 m²                                                        | 511 m²                                                        | 525 m²                                                                  | 554 m²                     |
| Szárnynyilazás             | 37,5°                                                         | 37,5°                                                         | 37,5°                                                         | 37,5°                                                                   | 37,5°                      |
| Farokrész magasság         | 19,3 m                                                        | 19,3 m                                                        | 19,3 m                                                        | 19,4 m                                                                  | 19,4 m                     |
| Maximális felszállótömeg   | 333 t                                                         | 378 t                                                         | 378 t                                                         | 412,76 t                                                                | 447,696 t                  |
| Szerkezeti tömeg           | 172,1 t                                                       | 170,1 t                                                       | 174 t                                                         | 187,1 t                                                                 | 220,128 t                  |
| Üzemanyag kapacitás        | 183,38 m³                                                     | 204,36 m³                                                     | 204,36 m³                                                     | 241,15 m³                                                               | 238,61 m³                  |
| Hajtóművek (x4)            | Pratt & Whitney JT9D–7 vagy Rolls-Royce RB211–524 vagy GE CF6 | Pratt & Whitney JT9D–7 vagy Rolls-Royce RB211–524 vagy GE CF6 | Pratt & Whitney JT9D–7 vagy Rolls-Royce RB211–524 vagy GE CF6 | Pratt & Whitney PW4000 vagy Rolls-Royce RB211 vagy General Electric CF6 | General Electric GEnx–2B67 |
| Tolóerő (x4)               | 193–230 kN                                                    | 206–243,5 kN                                                  | 206–253 kN                                                    | 276–282 kN                                                              | 296 kN                     |
| Maximális sebesség         | Mach 0,92                                                     | Mach 0,92                                                     | Mach 0,92                                                     | Mach 0,92                                                               | Mach 0,9                   |
| Utazó sebesség             | 907 km/h                                                      | 907 km/h                                                      | 907 km/h                                                      | Mach 0,855 (933 km/h)                                                   | Mach 0,855 (933 km/h)      |
| Hatótáv                    | 8 560 km                                                      | 12 150 km                                                     | 11 720 km                                                     | 14 200 km                                                               | 14 320 km                  |
| Felszállási úthossz        | 3 250 m                                                       | 3 300 m                                                       | 3 300 m                                                       | 3 260 m                                                                 | 3 100 m                    |